# المملكة المنسية (فلم)
المملكة المنسية (بالإنجليزية: The Forgotten Kingdom)، هُو فيلم دراما صدر سنة 2013 بإنتاج دولي مُشترك بين دول الولايات المتحدة وجنوب أفريقيا وليسوتو، وهُو من إخراج أندرو مادج. حصل الفيلم على تسع ترشيحات وفاز بثلاث جوائز ضمن حفل توزيع جوائز الأكاديمية الأفريقية للأفلام العاشر.

## وصلات خارجية
- مقالات تستعمل روابط فنية بلا صلة مع ويكي بيانات